# Karel Joseph Geelhand Della Faille
Karel Joseph Geelhand, ook Geelhand - della Faille en Geelhand de la Faille, (Antwerpen, 3 juni 1772 - Antwerpen, 10 oktober 1842) was elf jaar lid van de Tweede Kamer der Staten-Generaal.

## Levensloop
Karel Joseph was een zoon van Johan Baptiste Joseph Geelhand (1739-1815) en Marie Hélène Joséphine de Neuf (1745-1816). Hij studeerde rechten, werd rechter en vicepresident van de rechtbank van eerste aanleg van Antwerpen. In 1815 behoorde hij tot de grondwetsnotabelen en hij stemde tegen de nieuwe grondwet. Tussen 1819 en 1830 was hij lid van de Tweede Kamer, waar hij het woord voerde in het Nederlands. In 1821 was hij zoals de overige Zuid-Nederlanders tegen de Stelselwet, maar verder stelde hij zich gematigd en diverse malen zelfs regeringsgezind op.
Hij was ook aandeelhouder en lid van de algemene vergadering van de Generale Maatschappij (van 5 oktober 1823 tot 3 oktober 1836).
In tegenstelling tot de kinderen van zijn broer Louis Geelhand (1777-1817), getrouwd met Thérèse de Wael (1777-1855), en in tegenstelling tot een paar van zijn neven, vroeg hij na de oprichting van het Verenigd Koninkrijk der Nederlanden geen erkenning aan in de erfelijke adel.